# Ernst Chladni
Ernst Florenz Friedrich Chladni (pronunciació en alemany: [ˈɛʁnst ˈfloːʁɛns ˈfʁiːdʁɪç ˈkladnɪ]; Wittenberg, 30 de novembre de 1756 - Breslau, 3 d'abril de 1827), fou un físic i músic alemany. La seva obra més important, per la qual és sovint etiquetat com a "pare de l'acústica", inclou la recerca en plaques vibrants ("figures acústiques de Chladni") i el càlcul de la velocitat del so per a diferents gasos. També emprengué estudis pioners en relació als meteorits.
|  |  |  |  |  |  |
|  |  |  |  |  |  |
|  |  |  |  |  |  |
|  |  |  |  |  |  |
|  |  |  |  |  |  |
|  |  |  |  |  |  |

## Reconeixements
- El cràter lunar Chladni porta el nom en el seu honor.

| Figures Chladni |
| --------------- |
|                 |
|                 |
|                 |
|                 |
|                 |
|                 |

## Obres
- 1787: Entdeckungen über die Theorie des Klanges.
- 1794: Über den Ursprung der von Pallas gefundenen und anderer ihr ähnlicher Eisenmassen.
- 1802: Die Akustik.
- 1820: Über Feuermeteore.
- 1821: Beiträge zur praktischen Akustik und zur Lehre vom Instrumentbau.
- 1824: Über die Hervorbringung der menschlichen Sprachlaute.
- 1827: Kurze Übersicht der Schall- und Klanglehre, nebst einem Anhange die Entwickelung und Anordnung der Tonverhältnisse betreffend.